# Buhunî, Șîșakî
Buhunî (în ucraineană Бухуни) este un sat în comuna Iareskî din raionul Șîșakî, regiunea Poltava, Ucraina.

## Demografie
Componența lingvistică a localității Buhunî
     Ucraineană (92,65%)
     Rusă (5,75%)
     Română (1,6%)
Conform recensământului din 2001, majoritatea populației localității Buhunî era vorbitoare de ucraineană (92,65%), existând în minoritate și vorbitori de rusă (5,75%) și română (1,6%).